# Ruellia drummondiana
Ruellia drummondiana là một loài thực vật có hoa trong họ Ô rô. Loài này được (Nees) A. Gray miêu tả khoa học đầu tiên năm 1878.